# NGC1052-DF2
NGC1052-DF2  ou DF2 é uma galáxia ultra difusa (UDG) a 22,1 +/- 1,2 megaparsecs de distância de Terra na constelação de Cetus, que foi identificada em uma pesquisa de imagem de campo amplo do grupo NGC 1052 pelo Dragonfly Telephoto Array. Foi observado que a galáxia contém pouca ou nenhuma matéria escura. Em 20 de março de 2019, um estudo de acompanhamento anunciando a descoberta de um segundo UDG sem matéria escura, NGC 1052-DF4, foi publicado.